# 메르카바
메르카바 전차(히브리어: מרכבה)는 이스라엘이 개발한 주력전차 시리즈로 Mk.1~Mk.4형을 사용 중이고 초기형인 Mk 1과 Mk 2는 2세대 전차로 평가받으며 제외한 나머지 전차들은 3세대 전차로 평가 받는다.

## 메르카바 Mk 1

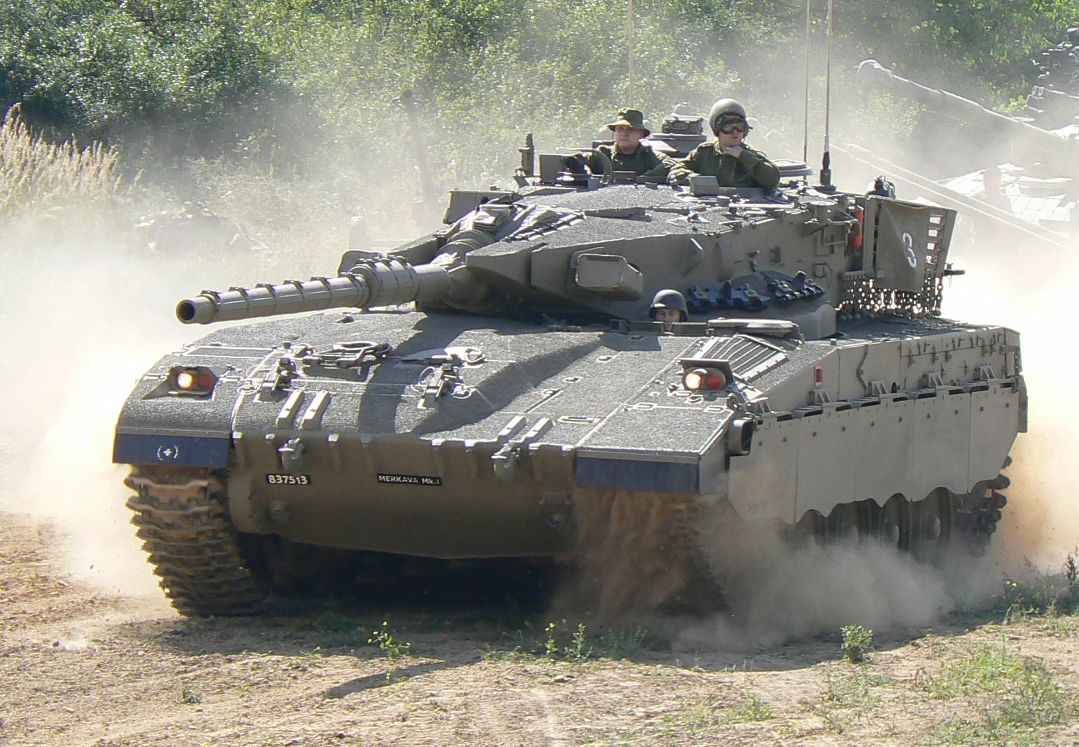
메르카바 Mk 1

이스라엘 북부나 골란고원의 지형에 적절하도록 고려해 개발되었다. 최초의 메르카바 전차는 1979년 4월에 운용이 개시되었다. 파워팩의 전면배치나 후방구획의 사용을 위한 출입문의 설치는 초기 모델로부터 최신형 Mk 4까지 메르카바 전차의 특징으로 유지 되고 있다. 엔진 출력은 900 마력으로 주포는 M60 패튼와 같은 105mm L7 강선포가 탑재되었다. 첫 실전 기록은 1982년의 레바논 침공으로 당시 소련의 최신형 전차였던 시리아군의 T-72를 다수 격파해 일약 명성을 떨치게 되었다. 그 후 증가 장갑등 일부 장비를 Mk 2 모델과 동등한 사양으로 업그레이드 하였으며 현재는 대다수가 퇴역한 상태이다.

## 메르카바 Mk 2

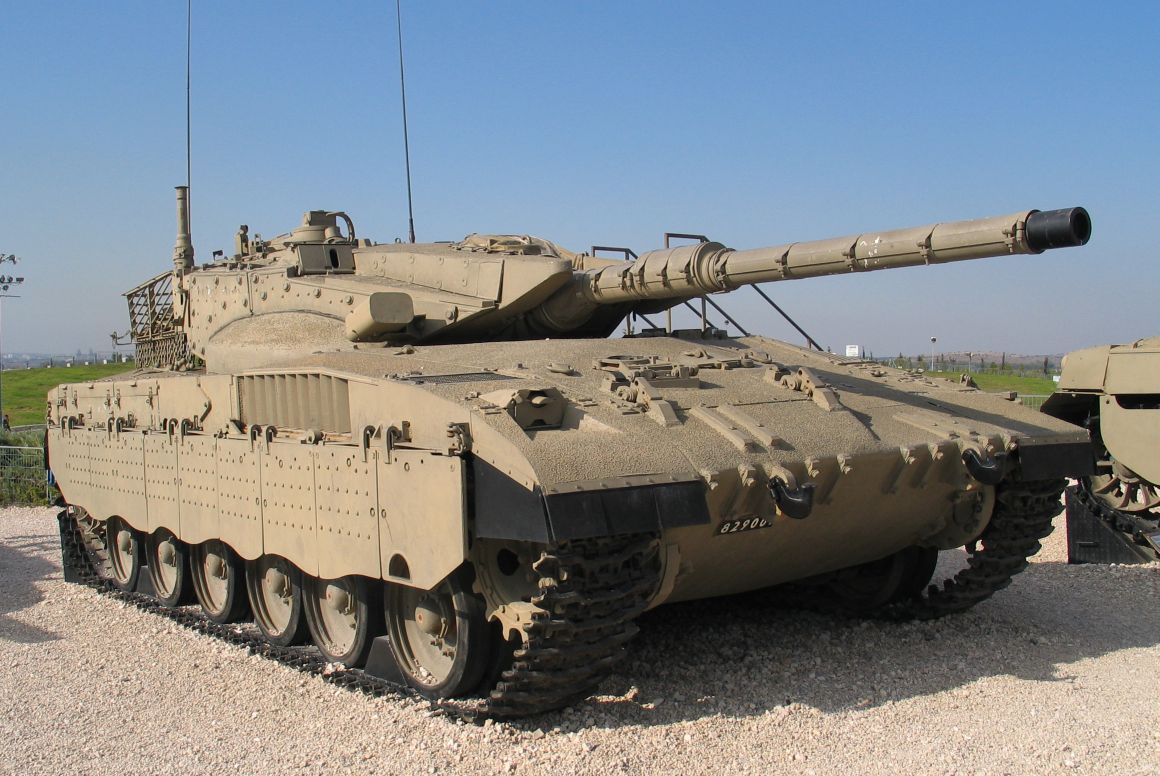
메르카바 Mk 2

메르카바 Mk 2의 최초 실전 배치는 1983년으로 시가전을 고려해서 개발되었다. 이것은 1982년 레바논 전쟁의 전훈이 반영된 것이다. 기본 구성 요소는 Mk 1으로 동일하지만 포탑 후면에 장착된 바스켓에 쇠사슬을 커튼처럼 늘어뜨린 형태의 구조물을 장착하여 대전차 고폭탄에 대한 방어력을 향상 시켰으며 포탑에 증가 장갑이 더해져 Mk 1에서는 포탑 외부에 장비되고 있던 60 mm 박격포가 시가전 대응을 목적으로 포탑에 내장되어 차내에서 발사할 수 있다.

### Mk 2A
Mk 2의 사격 관제 장치를 갱신한 것이다.

### Mk 2B
포탑 전면과 상면에 Mk 3와 같은 사양의 복합 장갑으로 교체되고 열영상 탐지 장치나 적화기의 조준용 레이저광선의 탐지 장치등이 추가된 모델

### Mk 2D (Dor Daled)
포탑 전면과 측면 그리고 차체 전면에 모듈 장갑을 추가해 방호력을 대폭 향상한 모델로 개조는 소수만이 개량되었다. IDF내에서는 Mk 2 BATASH로 불리고 있다.

## 메르카바 Mk 3

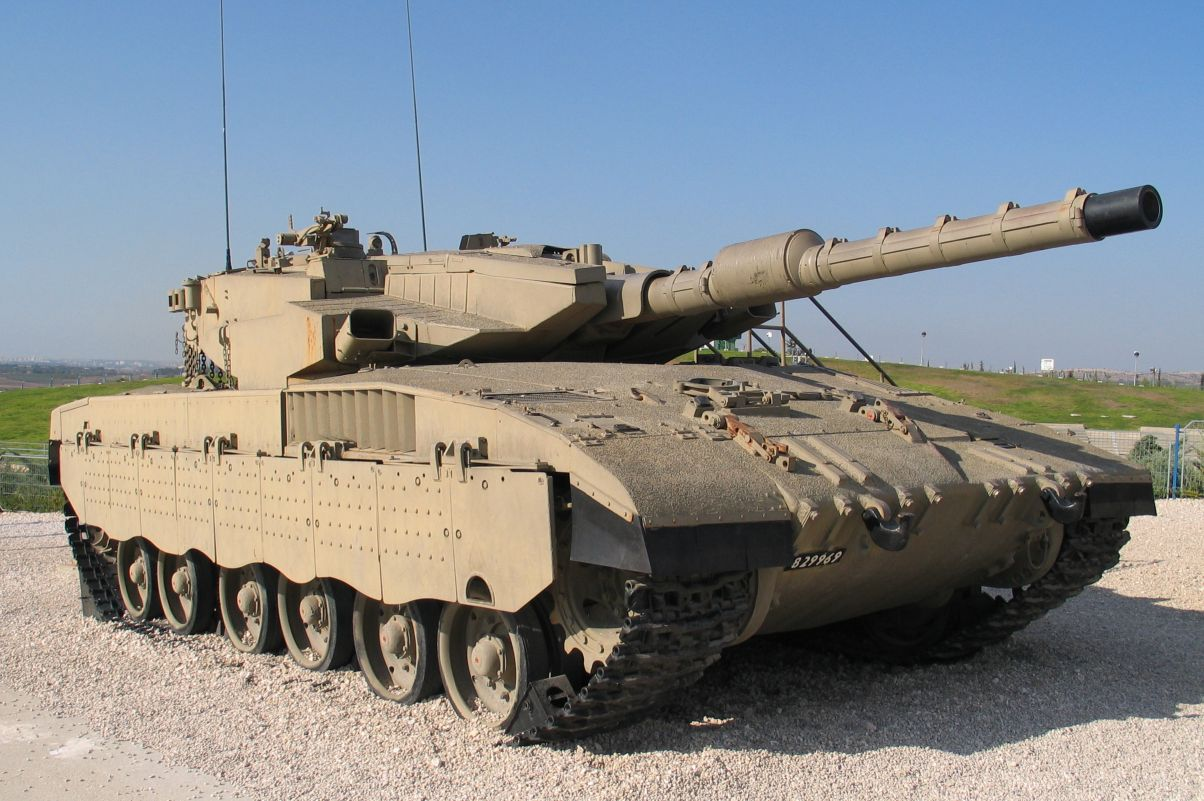
메르카바 Mk 3

메르카바 Mk 3는 메르카바 Mk 2에 그 다음에, 레바논에서의 교훈을 반영한 것으로서 1990년부터 실전 배치되었다. 차체와 포탑 모두 신규 설계가 되고 있어 엔진 출력이 1,200 마력으로 증강되어 새로운 서스펜션과 트랜스미션이 장착되었다. 주포에는 Rh120 120mm 활강포를 이스라엘에서 다시 개수한 120mm 활강포(MG251)가 채용되었다.

### Mk 3B
포탑 표면에 모듈 장갑이 추가되어 전차 상부 공격 능력을 가지는 대전차병기에의 내구성을 높이고 있다. 또 NBC 병기 대책으로서 공조 장치가 강화되고 있다.

### Mk 3 Baz

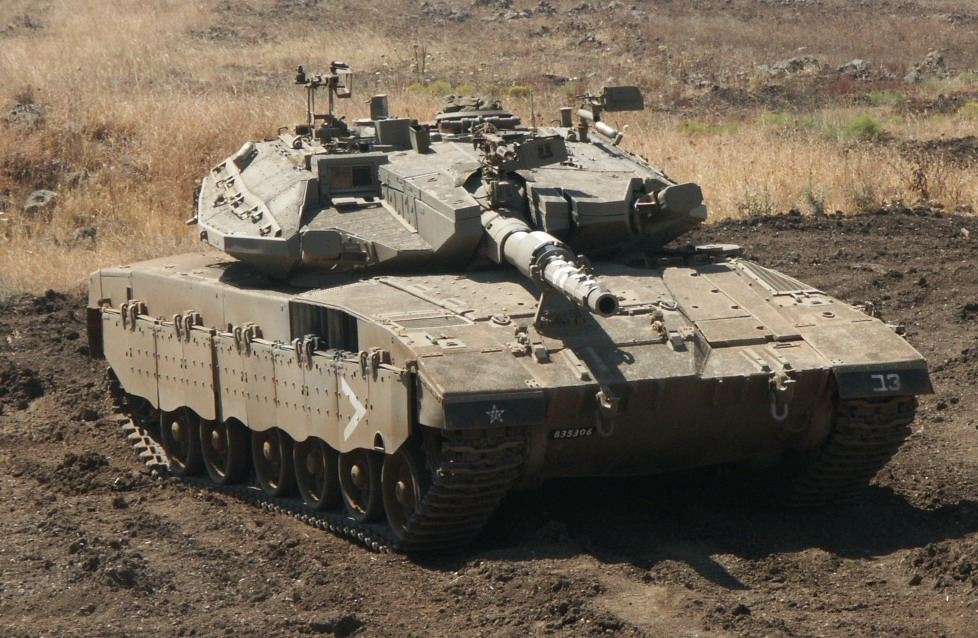
메르카바 Mk 3D

메르카바 Mk 3 Baz 1995년에 등장한 모델로 신형 사격통제장치가 장착되어 포탑 정면으로 360도 선회가 가능한 차장 조준경이 추가되고 목표 자동 추적 기능이 부여되어 헬리콥터와 같이 고속으로 이동하는 목표에 대한 자동 추적과 사격능력이 부여되었다.

### Mk 3 Dor Daled
포탑 측면부에 대형 모듈 장갑을 장착한 모델
포탑 측면 및 포탑링 부분의 방호력이 향상된 모델로 Mk 3/Mk 3 B베이스의 차체와 Mk 3 Baz 베이스의 Dor Daled가 있다.

## 메르카바 Mk 4

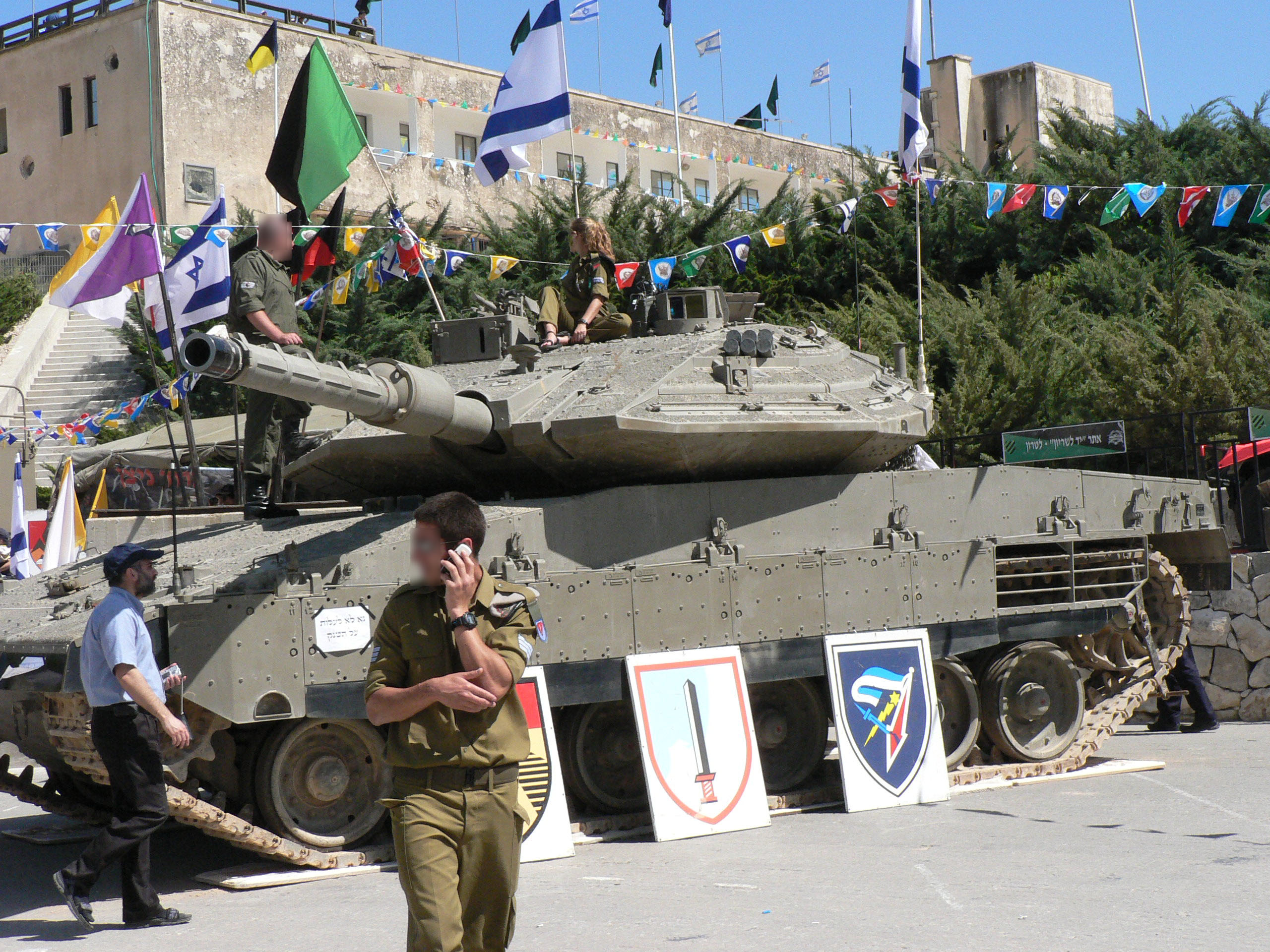
메르카바 Mk 4

메르카바 Mk 4는 메르카바·시리즈의 최신 버전으로, 이스라엘 국방군의 현재의 주력 전차이며 보다 강력한 승무원 보호와 전 모델에 비교하여 좀 더 향상된 무장과 전자 시스템을 장비하고 있다. 2004년부터 실전 배치가 시작되어 연간 50량에서 70량 정도의 수준으로 총 400량의 배치 될 예정이다. 외관상의 구모델과의 최대의 차이점은 포탑의 대형화이다. 구모델에서는 포탑이 소형이고 피탄경사가 뛰어난 형태로 정면 투영 면적을 작게 하는 것으로 피탄에 대처하고 있었지만 대전차화기에 의한 공격을 의식한 Mk 2D나 Mk 3D의 등장과 함께 포탑의 주위에 증가 장갑을 추가하는 것으로 포탑 전체의 방호력의 강화를 위해 포탑이 대형화되었다.
Mk 4의 포탑에는 외장식의 모듈 장갑 방식이 채용되고 있어 포탑 본체의 주위에 경사형 모듈 장갑이 장착되고 있다. 적 화기에 의한 손상 후 피탄 된 부분만큼을 비교적 단시간 내에 교체할 수 있다. 게다가 지금까지 취약했던 포탑 측면과 포탑 링 주위의 방호에 배려되고 있어 포탑의 탄약수 해치가 폐지되었다. 승차나 탄약류의 반입은 차체 후부 도어로 실시할 수 있다. 다만 탄약수용 해치는 모듈 장갑아래에 준비되어 있어 일부차량에서는 시가전용으로 해치를 사용하고 있는 경우도 있다. 더하여 좀 더 향상된 승무원의 생존성을 위하여 전차에 부속되어 있는 각종 부품 자체가 장갑의 백업으로 설계되어 주장갑이 관통되는 것을 최대한 막는 구조로 되어 있다. 또한 Mk 3B 같이 NBC 방호 장비를 표준 장비하고 있다. 포탄은 방염과 방폭기능이 있는 용기에 수납되고 있다.

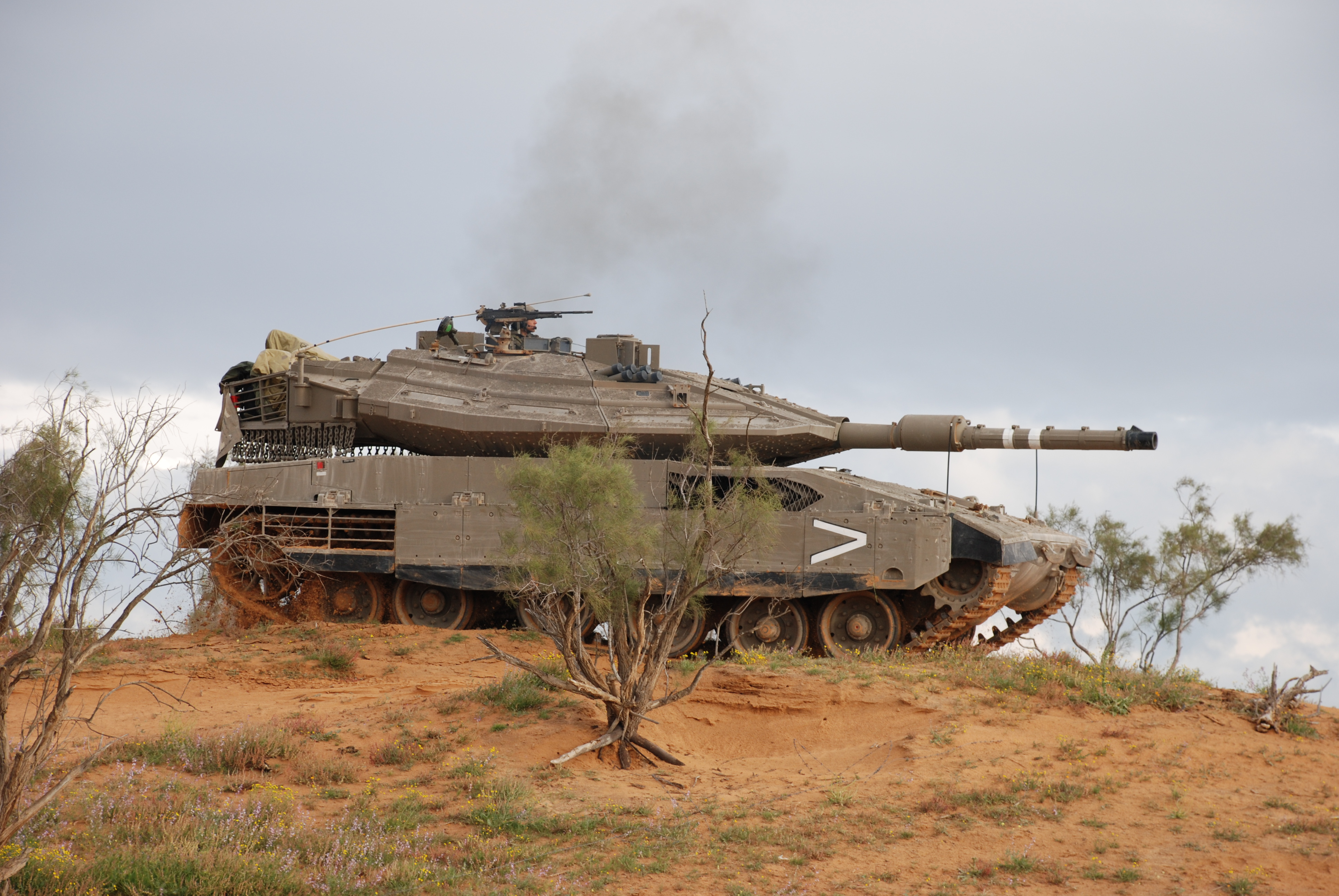
작전중인 메르카바 Mk.4

120mm 활강포(MG253)와 사격 통제 장치는 이스라엘제 레이저 유도 포발사 미사일인 LAHAT의 운용능력이 부여되어 지상 목표물 말고도 헬리콥터 공격도 가능하다. 자동 장전 장치는 없지만 포탑 내에 전기적으로 작동되는 리볼버형 반자동 탄창을 갖추고 있어 선택된 각 탄종을 재빠르게 탄약수의 손으로 공급하도록 하여 탄약수의 부담을 크게 경감하고 있다. 표준 탑재탄수는 48발이지만 후면 탑승실에 더 많은 예비탄을 탑재할 수 있다. 신형 솔탐 60mm 박격포를 내장할 수 있으며 박격포의 유효 사정거리는 2,700m 이고 조준은 박격포 탄도 계산 컴퓨터에 의해 자동적으로 제어 된다. 차내 박격포와 후면 출입문은 시가전에서 매우 도움이 되는 것이 입증되었기 때문에 그대로 장비되고 있다.
엔진은 지금까지의 AVDS-1790 계열 파워팩을 대신하여 독일 MTU사에서 개발한 MTU 883 액랭식 디젤엔진의 미국 라이센스 생산품을 탑재하고 있다. MTU 883는 레오파르트2나 르끌레르 수출형에도 채용되고 있어 충분히 검증되었다고 볼 수 있다. 1,500 마력의 최대 출력으로 포장도로에서는 60km/h로 주행할 수 있다. 변속기는 전기식으로 전진 5단, 조향장치과 주제동장치도 포함된 독일 RENK사제 RK325 자동변속기와 결합되어있다. 파워팩의 소형화로 차체 상부와 전면이 평평한 형상이 되어 조종수의 시야가 전 모델에 비해 향상되었다. 주행 장치에 대해서는 TSAWS (Tracks, springs and wheels system) 히브리어로는 Mazkom로 불리는 새로운 무한궤도가 장비되었다. 이것은 궤도를 폭을 좀 더 크게함으로써 노면에 주는 접지압력이나 포장도로의 손상을 최소화 하고 있다. 또 기동성 향상에도 도움이 되어 특히 골란고원과 같은 장소에서의 기동성은 이전 모델에 비해 현격히 향상했기 때문에 지형의 제약이 어느정도 해소되었다.
외부 감시과 후진 주행을 위한 벡터 사제 「Tank Sight System」이라고 불리는 화상 감시 시스템이 탑재되어 조종사와 차장은 차체나 포탑에 장착된 4대의 고정식 TV카메라에 의한 360도 사방의 영상을 관측 할 수 있다. 이외에 Elbit Systems사의 전투 통제 시스템(Battle Management System)에 의한 네트워크가 도입되어 작전중에 얻은 영상이나 관측 데이터가 다른 단차나 다른 차량과 공유할 수 있으며 동시에 Vectop 사제의 VDS-60 디지털 기록장치로 전투장면을 기록·재생 할 수 있게 되었다.
2007년에는 방호력의 강화책으로서 이스라엘 Rafael사가 개발한 Trophy 능동방호장치를 모든 Mk 4에 추가 장비하는 것이 발표되었다. 이것은 대전차미사일등의 비 와를 4개의 레이다 안테나로 360도를 감시하도록 되어있으며 접근하는 대전차 발사체에 대해서 완전 자동으로 발사되는 미사일로 요격 하는 능동방호체계이다. 트로피는 미 육군의 스트라이커 장갑차에 채용을 전제로 시험중이다.